# Océanique (recueil)
Pour les articles homonymes, voir Océanique.
Océanique (titre original : Oceanic) est un recueil de nouvelles de science-fiction écrites par l'écrivain australien Greg Egan, paru en 2009 puis traduit en français et publié la même année. Le recueil appartient essentiellement au sous-genre hard science-fiction. La version française ne reprend que six des douze nouvelles du recueil en langue originale et lui adjoint sept autres nouvelles.

## Contenu de l'édition en langue originale
- (en) Lost Continent, 2008
- (en) Dark Integers, 2007Prix des lecteurs du magazine Asimov's Science Fiction de la meilleure nouvelle longue 2007
- (en) Crystal Nights, 2008
- (en) Steve Fever, 2007
- (en) Induction, 2007
- (en) Singleton, 2002
- (en) Oracle, 2000Prix des lecteurs du magazine Asimov's Science Fiction du meilleur roman court 2001
- (en) Border Guards, 1999Prix Locus de la meilleure nouvelle longue 2000
- (en) Riding the Crocodile, 2005
- (en) Glory, 2007
- (en) Hot Rock, 2009
- (en) Oceanic, 1998Prix Hugo du meilleur roman court 1999, prix Locus du meilleur roman court 1999 et prix des lecteurs du magazine Asimov's Science Fiction 1999

## Contenu de l'édition française
- Gardes-frontières, 2009 ((en) Border Guards, 1999)Prix Locus de la meilleure nouvelle longue 2000
- Les Entiers sombres, 2009 ((en) Dark Integers, 2007)Prix des lecteurs du magazine Asimov's Science Fiction de la meilleure nouvelle longue 2007
- Mortelles Ritournelles, 1996 ((en) Beyond the Whistle Test, 1989)
- Le Réserviste, 1997 ((en) The Extra, 1990)
- Poussière, 2009 ((en) Dust, 1992)
- Les Tapis de Wang, 1997 ((en) Wang's Carpets, 1995)
- Océanique, 2000 ((en) Oceanic, 1998)Prix Hugo du meilleur roman court 1999, prix Locus du meilleur roman court 1999 et prix des lecteurs du magazine Asimov's Science Fiction 1999
- Fidélité, 2009 ((en) Fidelity, 1991)
- Lama, 2002 ((en) TAP, 1995)
- Yeyuka, 2004 ((en) Yeyuka, 1997)
- Singleton, 2009 ((en) Singleton, 2002)
- Oracle, 2009 ((en) Oracle, 2000)Prix des lecteurs du magazine Asimov's Science Fiction du meilleur roman court 2001
- Le Continent perdu, 2009 ((en) Lost Continent, 2008)

## Résumés

### Gardes-frontières
Dans la ville de Noether, sur la planète Laplace, Jamil décide, sur un coup de tête, de participer à un match de football quantique pour célébrer sa sortie de la dépression. Au cours de la partie, il rencontre une étrangère, une femme qui a voyagé plus loin que quiconque à Noether, et qui a été témoin d'une chose à laquelle personne dans la ville n'a jamais été confronté : la mort d'un autre être humain.
« La mort n'a jamais donné un sens à la vie : ça a toujours été l'inverse. »

### Les Entiers sombres
Deux univers frontaliers se livrent à une guerre froide dans laquelle chacun essaie de modifier les lois physiques à leur avantage en utilisant des expériences et démonstrations mathématiques.

### Mortelles Ritournelles
À partir de l'analyse des structures du cerveau humain, un neurologue invente un modèle mathématique qui génère des mélodies inoubliables. Il propose le programme à un consultant en musique publicitaire et gagne un contrat. Les succès s'enchaînent, mais l'efficacité de l'invention tourne bientôt à la catastrophe.

### Le Réserviste
Daniel Gray, l'un des hommes les plus riches du monde, a créé des clones de lui-même qui sont utilisés comme donneurs d'organes. Ces clones ont été intentionnellement endommagés au niveau du cerveau afin de limiter leur intelligence et de les rendre « non-humains », mais similaires aux mammifères. Dans le but d'éviter des problèmes juridiques et de parvenir à la purification, la renaissance et la longévité, Daniel décide de transplanter son cerveau dans le corps d'un clone plus jeune. Cependant, les choses ne se passent pas comme prévu.

### Poussière
Un chercheur a créé des copies numériques de son esprit et les a fait évoluer dans un univers virtuel. Ces copies existent-elles réellement en tant qu'entités conscientes de soi ? Que se passe-t-il lorsque l'ordinateur qui les contient est éteint ?
Cette nouvelle a inspiré le roman La Cité des Permutants.

### Les Tapis de Wang
Dans un futur lointain, une communauté humaine décide de cloner ses membres et envoyer les clones vers les différentes étoiles de la galaxie. L'un d'eux arrive sur la planète Orphée où vivent des organismes qui, malgré leur apparence primitive, simulent un écosystème virtuel beaucoup plus complexe.

### Océanique
Élevé sur l'océan, Martin est un Océanien de la planète Alliance colonisée par des humains modifiés. Enfant, il a une expérience religieuse qui marque sa vie pendant de nombreuses années. Mais lorsqu'il devient biologiste et commence à étudier la vie native d'Alliance, son travail conduit à des révélations sur l'histoire véritable de la planète et la nature de ses propres croyances.

### Fidélité
Dans une société où les relations amoureuses ont tendance à être de plus en plus éphémères, un couple décide d'utiliser une technologie neuronale pour "congeler" leurs sentiments et ainsi s'aimer pour toujours.

### Lama
Helen Sharp engage une détective pour enquêter sur la mort de sa mère Grace. Celle-ci faisait partie des milliers de personnes dans le monde qui avaient reçu l'implant neural LAMA (Langage d’Analyse et de Manipulation de l’Affect), qui leur permettait de vivre une expérience de réalité virtuelle immersive inédite.

### Yeyuka
Dans un futur où un dispositif intégré à un anneau sur le doigt peut guérir la plupart des maladies, Martin, un chirurgien australien, se rend en Ouganda afin de traiter le Yeyuka, une forme de cancer pour laquelle la chirurgie reste le seul traitement efficace connu.

### Singleton
Dans un monde où toute décision de l'esprit conduit à la création d'univers multiples, un couple choisit d'élever une intelligence artificielle comme leur enfant. Le calculateur quantique qui régit Helen lui permet donc d'échapper aux bifurcations de la théorie des univers multiples, ses choix sont donc uniques et il n'existe qu'une seule version d'elle au sein du multivers.

### Oracle
Helen, l'IA sous forme humaine issue de la nouvelle Singleton, parcourt les différentes réalités parallèles du multivers. Dans l'une de ces réalités, elle rencontre Robert Stoney, une version alternative d'Alan Turing.

### Le Continent perdu
La guerre fait rage dans le Khurossan, où les Chiites, les Sunnites et les mystérieux Doctes, venus d'un autre temps, se battent sans relâche. Ali, un jeune homme ayant peu à perdre, décide de traverser un pont spatio-temporel dans l'espoir de trouver un endroit meilleur. Cependant, ce nouveau monde n'est pas du tout ce qu'il espérait.

## Éditions
- Oceanic, Gollancz, 1er septembre 2009, 490 p.  (ISBN 978-0-575-08651-7)
- Océanique, Le Bélial' & Quarante-deux, 13 novembre 2009, trad. Sylvie Denis, Francis Lustman, Pierre K. Rey, Francis Valéry et Quarante-deux, 640 p.  (ISBN 978-2-84344-094-6)
- Océanique, Le Livre de poche, coll. « Science-fiction » no 32777, 21 novembre 2012, trad. Sylvie Denis, Francis Lustman, Pierre K. Rey, Francis Valéry et Quarante-deux, 744 p.  (ISBN 978-2-253-15988-9)
- Océanique, Le Bélial', coll. « Quarante-deux », 16 février 2023, trad. Sylvie Denis, Francis Lustman, Pierre K. Rey, Francis Valéry et Quarante-deux, 640 p.  (ISBN 978-2-38163-077-9)